# 伊藤裕人
伊藤 裕人（いとう ひろと、1990年7月12日 -）は、地方競馬の川崎競馬場原三男厩舎所属の騎手である。地方競馬教養センター騎手課程第87期生。

## 来歴
2009年3月31日付けで地方競馬騎手免許を取得。同年4月13日第1回川崎競馬1日目第7競走C1四組五組条件戦9番人気ビッグフラワーで初騎乗（14頭立て12着）。同年5月20日第2回川崎競馬3日目第1競走C3六組七組条件戦を2番人気エイコーロンシャンで優勝し、12戦目で初勝利。
2019年6月25日、大井競馬場において開催されたサンスポ盃第9回優駿スプリント（S2）をナガタブラックで制し、初の重賞を獲得。
地方通算成績は2114戦91勝・2着142回・3着146回・勝率4.3%・連対率11.0%（2019年6月25日現在）

## 主な騎乗馬
- ナガタブラック（2019年優駿スプリント）
- グレンツェント（2020年スパーキングサマーカップ）